# Librairie Arthème Fayard
Pour les articles homonymes, voir Fayard.
Librairie Arthème Fayard, communément appelé Fayard, est une maison d'édition française fondée en 1857 par Jean-François Lemerle dit « Arthème Fayard ».
Depuis 1962, elle dépend du groupe Hachette Livre, elle-même filiale du groupe Lagardère, une branche du Louis Hachette Group, dont le principal actionnaire est le groupe Bolloré, dirigé par Vincent Bolloré.

## Histoire

### Un éditeur de taille moyenne (1857-1900)

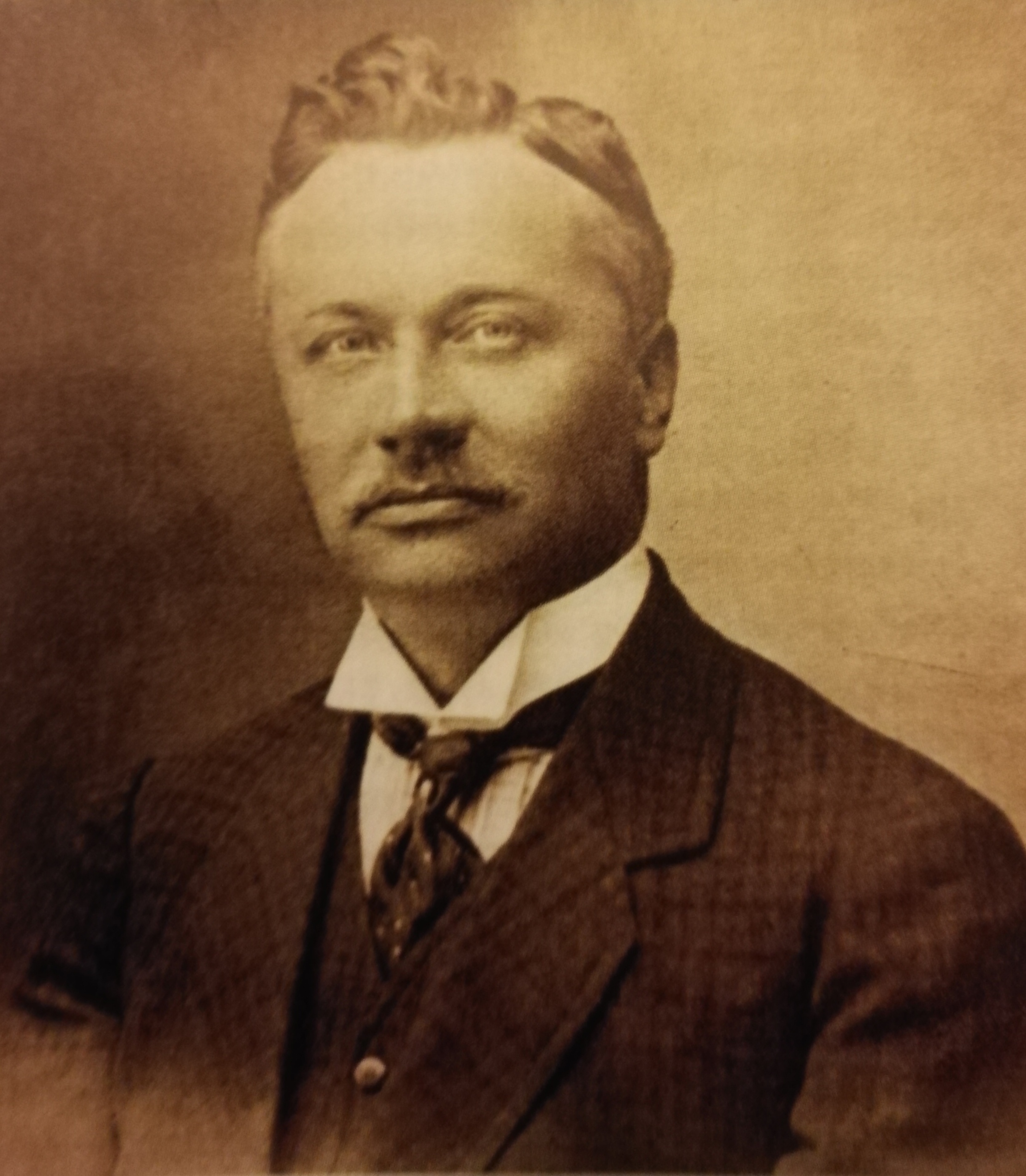
Jean-François « Arthème » Fayard (1836-1895).

Petit-fils de notaire originaire du Puy-de-Dôme, et né de père inconnu à Saint-Germain-l'Herm, Jean-François Lemerle dit « Arthème Fayard » (1836-1895) monte avec sa mère à l'âge de 19 ans à Paris. Il fonde en 1857 une maison d’édition qu'il nomme « Librairie Arthème Fayard ». Son premier ouvrage s'intitule Mémoires de Béranger de Camille Leynadier, paru l'année même de la mort du poète.
Il s'associe en 1860 à l'éditeur Arnaud de Vresse pour publier les Mémoires authentiques sur Garibaldi, mis en ordre par Camille Leynadier. Progressivement, plutôt ancré du côté des idées républicaines, ses objectifs sont de toucher une clientèle la plus large possible en vendant des ouvrages à bon marché. Il va faire faillite deux fois, en 1862 et en 1867. Puis, il réussit à survivre à la guerre de 1870 et à la Commune. Il fait le pari du livre de vulgarisation, du roman populaire et classique, vendus sous la forme de fascicule à 10 centimes (deux sous), parfois illustrés, qui lui assurent un certain succès à partir de 1887. En 1893, il rachète à Guillaume Edinger, libraire-éditeur à Paris, la collection « Petite Bibliothèque universelle » qui deviendra la « Bibliothèque universelle de poche », des petits formats vendus 25 centimes proposant des romans populaires rédigés par Jules Boulabert ou Alexis Bouvier, entre autres. La maison reste cependant de taille moyenne jusqu’à sa mort en 1895.
À cette date, ses deux fils, les frères Joseph-Arthème et Georges-Octave Fayard, fondent, en juin 1895 la maison « Fayard Frères et Cie » ; le premier reprend seul la maison en juin 1901, qui va ensuite reprendre le nom de « Librairie Arthème Fayard ». Ils rachètent le fonds des éditions Édouard Dentu, dont la collection populaire « Les maîtres du roman », et poursuivent les buts de leur père en intensifiant la démarche commerciale. Afin de conquérir de nouveaux marchés, Joseph-Arthème, plus porté sur les questions commerciales et en bon gestionnaire, décide de lancer des périodiques, d’abord sous la forme de recueils de courts romans illustrés, puis des magazines illustrés de dessins humoristiques, deux genres alors en vogue. En 1897, il lance La Jeunesse amusante, son premier périodique pour enfants, contenant des caricatures et des récits illustrés, puis en 1899 et 1900 Le Bon Vivant et poursuit La Vie pour rire qui avait été fondé chez Dentu par Henri Floury en 1888, à destination des familles. Le Bon Vivant accueille à partir de 1902 de plus en plus d’histoires en images, qui se révèlent plus attirantes que les traditionnelles caricatures et romans illustrés. Fayard rachète ensuite Le Petit Illustré amusant.
Mais Joseph-Arthème Fayard est surtout un important exportateur d'ouvrages : nommé pour la Légion d'honneur en 1910, il apparaît comme gestionnaire de la Société d'exportations françaises et de la Maison du livre français, réalisant avant 1914, plus deux millions de francs en termes de vente à l'étranger.

### Fayard et l’industrialisation du marché

#### La naissance des «illustrés»

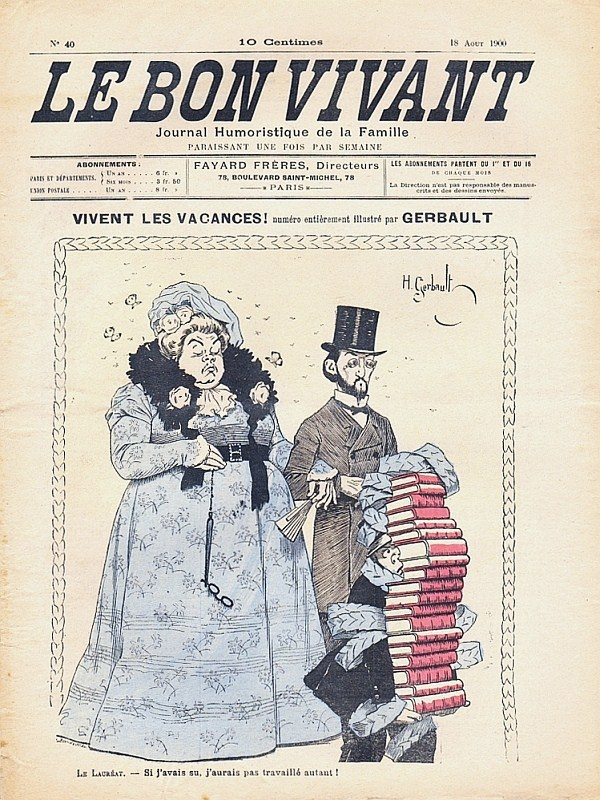
Le Bon Vivant, journal humoristique de la famille, une du 18 août 1900 signée Gerbault.

Encouragé par ce succès, Fayard décide de créer deux nouveaux hebdomadaires pour enfant, à dix centimes : La Jeunesse illustrée en mars 1903 et Les Belles Images en avril 1904, « prototypes des illustrés modernes pour enfants et adolescents ». À une époque où il n’existe que quatre hebdomadaires pour la jeunesse et quelques mensuels ou bimensuels mettant tous l’accent sur l’éducation et l’instruction plutôt que sur l’amusement pur, et privilégiant le texte, même si quelques histoires séquentielles apparaissent parfois, ces deux magazines innovent sur de nombreux points. Fayard fut aussi l'éditeur du Diabolo journal, qui absorbe en 1907 Le Bon Vivant et qui fut ensuite, en 1921, fusionné avec La Jeunesse illustrée, et du magazine Touche à tout (1908-1914).
Tout d’abord, ils présentent des nouveautés dans les formes : ils paraissent les jours de loisir des écoliers (jeudi et dimanche) et leurs prix sont très bas, ce qui permet aux enfants de les acheter sans la présence de leurs parents ; leur format géant (imitant celui des images d'Épinal) et la prépondérance des histoires en images en couleurs les rendent très attractifs. De plus, Fayard innove dans les fonctions de l’illustré, il ne s’agit plus d’« instruire en amusant » mais d’amuser avant tout, l’instruction pouvant venir par surcroît. Joseph-Arthème Fayard reste un conservateur sur le plan des idées, et ses bandes, si elles sont peu didactiques (excepté une Histoire de France par l’image de Georges Omry), demeurent « toujours soucieuses de maintenir une moralité conforme aux valeurs dominantes et dont les enseignements [sont] sans ambiguïté », d’où des histoires assez moralisatrices bien perçues dans les milieux catholiques. Enfin, les deux journaux s’attachent « une équipe nombreuse et fidèle de créateurs ». Elle permet une belle variété de genres narratifs, dominés cependant avant 1914 par les histoires humoristiques, d’une part, « les contes, légendes et féeries, d’autre part », tous sous la forme de récits complets courts) et une diversité stylistique, qu’étouffe cependant « l’uniformité et la permanence des mises en pages » : quatre lignes de trois images muettes accompagnées de textes imprimés, sur le modèle des images d’Épinal, afin de rassurer les parents et les éducateurs. Face au succès de ce nouveau type de magazine, les autres éditeurs l’imitent : en 1904 et 1905, cinq autres journaux du même type sont lancés des concurrents, mais seuls ceux d’Offenstadt, privilégiant l’humour sur toute moralité, s’éloignent de la ligne Fayard.
Ces deux magazines évoluent très peu au long de leur trente-deux années d’existence : pendant la Première Guerre mondiale, les histoires anti-allemandes dessinée d’une manière réaliste dominent ; dans les années 1920, les récits d’aventures et d'exotismes remplissent le journal, et le style Art déco commence à influencer les dessins, tandis que les histoires à suivre se multiplient. À partir de la fin de cette décennie, les tirages, qui s’étaient maintenus depuis 1903, commencent à baisser, les deux magazines étant concurrencés par ceux d’éditeurs plus en phase avec les goûts de la jeunesse d’alors (usage des bulles, récits moins moralisateurs) : l’éditeur importe quelques séries américaines (en effaçant les bulles et réécrivant des textes sous les cases), les histoires sont plus proches de l’actualité ; le sport fait son entrée, à partir de 1932, les titres des histoires sont dessinés, quelques pages plus déstructurées apparaissent. Cependant, rien n’endigue la chute des ventes, d’autant que Le Journal de Mickey (1934) et Hurrah (1935) détournent encore plus les jeunes des histoires en images à l’ancienne : en 1935, La Jeunesse illustrée et Les Belles Images, dont les ventes ont été divisées par trois en dix ans, fusionnent, puis cessent de paraître en décembre 1936.

#### L’édition entre dans l’ère de masse
Cette ligne éditoriale connaît un succès considérable et est prolongée par l'édition de romans feuilletons (comme ceux qui paraissent alors dans Le Petit Journal, par exemple). Ainsi, il publie La Porteuse de pain de Xavier de Montépin, des romans de Paul Féval ou de Michel Zévaco. Son plus grand succès fut la série des Fantômas, de Pierre Souvestre et Marcel Allain, avec les couvertures signées Gino Starace, qui dépassera les 5 millions d'exemplaires. Est lancé, sous l'enseigne « Fayard Frères », en 1898, un petit périodique bi-hebdomadaire, La Vie littéraire, jusqu'en 1902.
De cette manière, « il fait entrer l’édition française dans l’ère de la production de masse » avec deux collections à bas prix mais à grands tirages : la « Modern-Bibliothèque » lancée en 1904, avec des romans contemporains à 95 centimes, où sort La Bataille de Claude Farrère (vendu un million d'exemplaires en 1909) ; le « Livre populaire », qui propose des romans populaires à 65 centimes, tels que Chaste et flétrie de Charles Mérouvel et la série des Fantomas de Pierre Souvestre et Marcel Allain.

#### Des auteurs populaires et les collections historiques

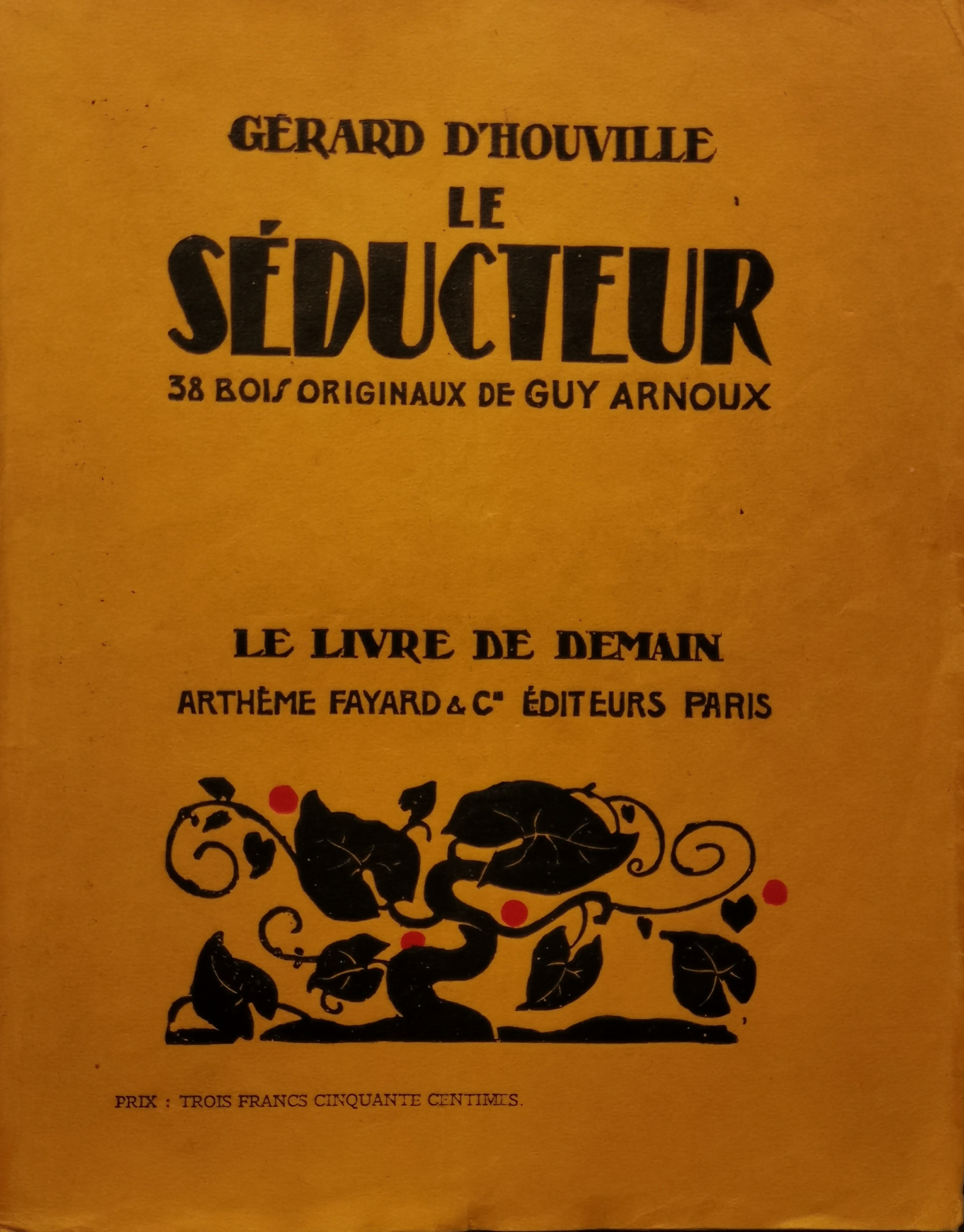
Couverture de Le Séducteur de Gérard d'Houville, 4e titre de la collection Le Livre de demain (1923).

Joseph-Arthème Fayard poursuit la politique de son père, consacrée d'abord à l'édition de littérature populaire, et lui donne une nouvelle orientation dont le ton avait été donné par l'édition des œuvres complètes d'Alphonse Daudet, en raison de son amitié avec le fils de ce dernier, Léon Daudet. Décidé à publier des auteurs célèbres de son temps, Fayard se met à éditer Maurice Barrès, Paul Bourget ou Marcel Prévost.
En 1904, toujours dans l'idée de populariser la lecture par l'image sans pour autant renoncer à une certaine qualité de fonds et de forme, il lance la collection « Modern-Bibliothèque », marquée par l'esprit de « la Belle Époque », associant auteur réputé et artiste illustrateur, « censée mettre le luxe à la portée de tous » : les romans se présentent dans un format 17 x 24 cm proche de ceux des magazines, les textes s'expriment sur deux colonnes, et sont truffés de vignettes, le tout étant tiré sur rotatives à 50 000 exemplaires minimum et relié mécaniquement par agrafage (non-cousu). Le prix de vente, attractif, est de 0,95 franc, et en conséquence, les droits d'auteurs sont abaissés de moitié (5 % au lieu de 10) : cette formule originale est imitée par Pierre Lafitte (1910) puis Jules Tallandier (1911). Marcel Prévost est le premier à accepter d'y paraître, entraînant les autres. Dans les années 1920, la mode est aux arts décoratifs et passe par un retour aux illustrations issues de la gravure sur bois, par le biais cependant de la photomécanisation ; le lancement de la collection « Le Livre de demain » en 1923 suit cette logique de qualité vendue à prix modéré, ciblant un lectorat issu de la petite-bourgeoisie.
Après avoir dirigé la rédaction du quotidien l’Excelsior, Joseph-Arthème Fayard fonde au début des années 1920 une nouvelle collection, les « Grandes Études historiques », dirigée par l'historien maurrassien Pierre Gaxotte. Cette série est inaugurée par L'Histoire de France de Jacques Bainville, historien royaliste et cofondateur de l’Action française. Le volume du catalogue de cette série, où sont publiés des auteurs appartenant surtout à la droite nationaliste, sera considérable. Plus petite sera la collection les « Grandes Études politiques et sociales » éditant Maurras. En 1942, en pleine Occupation, on y trouve la 76e édition de Ma Doctrine signée Adolf Hitler, parmi quelques auteurs moins célèbres.

### La guerre et le rachat
Joseph-Arthème Fayard, mort en 1936, avait lancé les hebdomadaires antisemites Candide et Je suis partout. Sa veuve mène campagne pour faire entrer Charles Maurras politicien et grand soutien du régime de Vichy à l’Académie française – ce sera chose faite en 1938. Son fils, Jean Fayard, reprend en 1937 la direction de la maison, puis part à Londres rejoindre le général de Gaulle en juillet 1940 et rentre à Paris à la fin de ce mois.
En 1941, Jean Fayard et Bernard Grasset tentent, sans succès, de racheter via un consortium les éditions Calmann-Lévy, pour contrer les opérations d'aryanisation menées par l'éditeur nazi Gerhard Hibbelen.
Depuis la zone libre, Jean Fayard travaille en étroite collaboration avec son beau-frère, le banquier Marcel Wiriath ; ils décident de continuer la publication des périodiques Candide et Ric et Rac.
Le 14 septembre 1944 est mise en place une commission d'épuration de l'édition composée de Raymond Durand-Auzias, Jean Fayard, Francisque Gay, Robert Meunier du Houssoy, Pierre Seghers, Étienne Repessé, Vercors et Jean-Paul Sartre,.
En 1956, Hachette entre dans l'actionnariat des éditions Fayard, transformée en société anonyme. En 1962, Fayard est absorbé par le groupe Hachette. Les deux directeurs successifs sont Charles Orengo et Alex Grall. En 1980, la maison connaît de mauvais résultats financiers.

### Depuis les années 1980
Claude Durand dirige les éditions Fayard à partir de 1980. En 1999, les éditions Pauvert deviennent une filiale des éditions Fayard. De 2004 à novembre 2009, Patrick Raynal y dirige la collection « Fayard Noir ».
En décembre 2009 est annoncée l'absorption par Fayard du département Hachette Littérature (qui publie notamment la collection de poche « Pluriel ») dirigé par Isabelle Seguin, qui donc devient directrice littéraire chez Fayard.
Claude Durand prend sa retraite en 2009, et est remplacé par Olivier Nora, déjà président des Éditions Grasset & Fasquelle qui appartiennent également au groupe Hachette. Le 6 novembre 2013, Olivier Nora cède sa place à Sophie de Closets, officiellement présidente le 1er janvier 2014.
Depuis 2010, le siège de Fayard est situé au 13, rue du Montparnasse, à Paris, dans les anciens locaux historiques de la maison Larousse.
En mars 2022, Sophie de Closets quitte la direction de Fayard suivie par plusieurs auteurs,,.

#### Prise de contrôle par Vincent Bolloré
En juin 2022, Isabelle Saporta, jusqu'alors directrice littéraire, est nommée au poste de PDG. Elle sera licenciée moins de deux ans après, Vincent Bolloré ayant pris le contrôle de l'éditeur en 2023, et imposant Lise Boëll, qui a des proximités avec l'extrême-droite, alors à la tête de la filiale du groupe, les Éditions Mazarine. Elle est alors préférée à Alexandre Wickham, candidat proposé par la direction.
Bien que l'éditeur demeure pluraliste, plusieurs observateurs notent l'apparition de personnalités d'extrême droite au sein du catalogue de Fayard, dont Jordan Bardella,, et Alain de Benoist,, ce qui est analysé comme étant un signe de la « bollorisation » de la maison d'édition,,.

## Collections

### Actuelles
- « Leçons inaugurales du Collège de France » (1950)
- « Les Enfants du fleuve », dirigée par Jean-Claude Didelot (1990)
- « Pour une histoire du XXe siècle » (1991)[37]
- « Histoire de la pensée » (1999)
- « À venir », dirigée par Geoffroy de Lagasnerie (2009)
- « Pluriel » (2010), dirigée par Joël Roman
- « Fayard noir » (2004)
- « Œuvres libres » (2023)
- « Fayard Graffik » (2023)
- « Fayard Jeunesse » (2024)

### Disparues
- « Petite Bibliothèque universelle »
- « La Bibliothèque universelle de poche » (1894)
- « Bibliothèque de La Vie populaire »
- « Modern-Bibliothèque » (1904-1932)
- « Le Livre populaire » (1905-1958)
- « Les maîtres du roman populaire » (1914-1939)[38]
- « Le Livre de demain » (1923-1947)
- « Voici la France » (1958)
- « Recherches avancées » dirigée par Raymond Abellio (1974)
- « Histoire »